# Thomas Riepe
Thomas Riepe (* 1964) ist ein Tierpsychologe, Tierjournalist und Sachbuchautor aus dem westfälischen Anröchte.
Riepe betreibt seit 1997 regelmäßig eigene Verhaltensbeobachtungen und Feldforschungen an verschiedenen Hundeartigen. Sein Hauptaugenmerk liegt dabei auf Rotfüchsen und Wölfen. Das Grundverhalten der Wölfe sieht er als Basis für den Umgang mit Haushunden. Riepe hat bislang sieben Bücher und eine Vielzahl von Artikeln in Fachzeitschriften zum Thema Hunde und weitere hundeartige Tiere veröffentlicht. Seit 2012 präsentiert Riepe als Gastgeber die TV-Sendung „Riepes Hundetalk“ beim TV-Sender NRWISION.

## Werke
- Herz, Hirn, Hund: Expertenmeinungen zur modernen Hundeerziehung.  Animal Learn Verlag 2012, ISBN 978-3-936188-58-5
- Wer ist hier der Schlaumeier - Skurrile Geschichten von Menschen und Ihren Hunden.  Mariposa Verlag 2011, ISBN 978-3-927708-62-4
- Da muss er durch! Über Schlagworte und Sprüche aus der Hundewelt.  Animal Learn Verlag 2009, ISBN 978-3-936188-47-9
- Hundeartige – Das Nachschlagewerk der Wild- und Haushunde.  Animal Learn Verlag 2008, ISBN 978-3-936188-44-8
- Füchse – Unsere heimlichen Nachbarn.  Wagner Verlag, Gelnhausen 2006, ISBN 3-938623-68-3.
- Yellowstone. Monsenstein und Vannerdat, Münster 2005, ISBN 3-86582-124-3.
- Wolf & Hund. Informationen über Wölfe, Hunde und andere Hundeartige. Monsenstein und Vannerdat, Münster 2004, ISBN 3-86582-041-7.